# Johann Weyer
Johann Weyer (también conocido como Johannes Weier y Johann Wier; en español: Juan Wiero; en latín: Ioannes Wierus o  Piscinarius) (24 de febrero de 1515 - 24 de febrero de 1588) fue un médico, ocultista y demonólogo neerlandés, discípulo y seguidor de Heinrich Cornelio Agrippa.
Fue uno de los primeros en escribir y publicar contra la persecución de las Maleficae (brujas). Su trabajo más influyente fue De Praestigiis Daemonum et Incantationibus ac Venificiis (Sobre las ilusiones de los demonios y de hechizos y venenos, 1563). Su trabajo incluye Pseudomonarchia daemonum (El falso reino de los demonios), un apéndice a De Praestigiis Daemonum, 1577.
En su obra De Lamiis hace hincapié en la inutilidad de las confesiones obtenidas mediante tortura: "Confiesan cosas que son sencillamente fábulas, mentiras y embustes que ni existen ni existirán jamás, ni podrían existir según las leyes de la naturaleza".
En 1563 publicó en Estrasburgo la primera de las ocho ediciones sucesivas en latín de Historias, disputas y discursos de las ilusiones e imposturas de los diablos, obra en la que distingue el crimen real de los envenenadores del crimen imaginario de las brujas. Según él la fe satanista es producto de la alucinación, provocada por el "Maestro de las ilusiones". La bruja somatiza el mal que se le imputa y que farfulla bajo tortura y así se siente volar para ir al sabbat o goza de una cópula imaginaria con el diablo.
En 1579 escribió en francés un libro editado en París en el que recogía todas las opiniones contrarias a la realidad de los actos atribuidos a las brujas, e incluso a los demonios. Según Julio Caro Baroja, Wier «niega que el mismo Demonio ponga su poder al servicio de éstas [las supuestas brujas] y que, por lo tanto, se verifiquen realmente sus propósitos y que tenga lugar el pacto de mutuo acuerdo. El Demonio lo único que hace es engañarlas, apoderándose de su espíritu. Ahora bien, se comprende que para esto escoja a la gente más propicia, o sea los débiles, melancólicos, ignorantes, maliciosos, etc. Y como éstos abundan más entre las mujeres que entre los hombres, es natural también que entre ellas haya más captadas».